# Capelinha
Es una ciudad del estado brasileño Minas Gerais.

## Economía
Principales produtos: café y eucalipto( madera)